# Dertiende Elfstedentocht
De dertiende Elfstedentocht werd op 21 februari 1985 geschaatst. 22 jaar na de laatste Elfstedentocht in 1963 konden de schaatsen weer ondergebonden worden. De tocht werd bekendgemaakt door de voorzitter van de Vereniging der Friesche Elfsteden, Jan Sipkema, binnen een jaar na zijn aantreden. Evert van Benthem wist na een eindsprint Jan Kooiman, Jos Niesten en Henri Ruitenberg met enkele decimeters verschil te verslaan. Hij vestigde met 6 uur, 47 minuten en 44 seconden een nieuw Elfstedenrecord. Lenie van der Hoorn was de snelste bij de vrouwen. Behalve de 276 wedstrijdschaatsers deden 16.179 toerrijders een poging het felbegeerde kruisje te bemachtigen, waarvan er ongeveer twaalfduizend de finish op tijd haalden. De live-verslaggeving werd verricht door onder meer Koos Postema, Heinze Bakker, Hylke Speerstra en Mart Smeets.
De Elfstedentocht werd in eerste instantie op 20 januari 1985 afgelast, omdat het dooide. Daarna volgde opnieuw een ijzige vorstperiode, waardoor de Elfstedentocht een maand later alsnog kon worden gereden. De dag van de Elfstedentocht zelf dooide het weer en was het bewolkt. In de loop van de dag stond er door de dooi en de vele mensen die op het evenement waren afgekomen op sommige plekken zoveel water op het ijs dat er enkele nieuwe kluunplaatsen moesten worden opgetuigd.
De verslaggeving van de tocht werd met 25 camera's uitgevoerd, waaronder vier camera-motoren met zijspan van de Belgische BRT. Die reden op het ijs vlak achter de schaatsers en konden een beeld van de strijd tussen de schaatser vastleggen. De beelden werden via een radioverbinding met een helikopter voor de live-uitzending naar Hilversum doorgegeven.
De Elfstedentocht van 21 februari 1985 werd op 21 februari 2015 in zijn geheel opnieuw uitgezonden op NPO Best, sinds 2018 NPO 1 Extra, en dat gebeurde nogmaals, op NPO 3, in de nacht van 25 op 26 maart 2020. Ook 40 jaar na deze Elfstedentocht, op 21 februari 2025, werd deze integraal uitgezonden op NPO 1 Extra.

## De wedstrijd
Toen de schaatsers na vele donkere uren via Sneek, IJlst, Sloten en Stavoren in Hindeloopen waren aangekomen, bleek daar een grote groep van ca. 80 man aan kop te gaan. Op weg naar Workum en Bolsward probeerden diverse schaatsers uit deze groep te ontsnappen, wat echter niet lukte. Pas na Bolsward sloegen Wim Westerveld en Albert Bakker een gat van 150 meter en kwamen ze als duo aan in Harlingen. Op de kluunplaats vlak na de stempelpost in Harlingen werden echter ook zij weer ingelopen. In de buurt van Franeker ontstond er dan toch een kopgroep, van 12 man, die in goede samenwerking naar Berlikum en Bartlehiem koersten en waaruit ontsnappingen niet lukten. 
Een paar kilometer voorbij Bartlehiem viel de beslissende slag: Jan Kooiman, Jos Niesten en Henri Ruitenberg, die alle drie vooraf al als kanshebbers op de zege werden gezien, wisten weg te komen, samen met de op dat moment nog onbekende Evert van Benthem. Ook dit kwartet werkte goed samen en wisten al snel een minuut voorsprong op te bouwen. Als viertal stempelden ze in Dokkum en gingen ze terug over de Dokkumer Ee naar Leeuwarden. Geen van de vier durfte het daar nog aan om de laatste krachten aan te wenden voor een ontsnappingspoging, zodat het aankwam op een eindsprint op de Bonkevaart. Daarin bleek Evert van Benthem de sterkste, net voor Henri Ruitenberg die 2e werd. Jos Niesten en Jan Kooiman kwamen er vlak achter als 3e en 4e over de finish.

## Uitslag mannen
| Positie | Naam              | Woonplaats        | Tijd    |
| ------- | ----------------- | ----------------- | ------- |
| 1       | Evert van Benthem | Sint Jansklooster | 6:47:44 |
| 2       | Henri Ruitenberg  | Oldebroek         | 6:47:44 |
| 3       | Jos Niesten       | Heemskerk         | 6:47:44 |
| 4       | Jan Kooiman       | Ammerstol         | 6:47:44 |
| 5       | Teun Busser       | Utrecht           | 6:49:10 |
| 6       | Wim Westerveld    | Eemnes            | 6:49:12 |
| 7       | Albert Bakker     | Groningen         | 6:49:18 |
| 8       | Anne Postmus      | Lutjegast         | 6:49:19 |
| 9       | Wim Vos           | Kockengen         | 6:49:27 |
| 10      | Dries van Wijhe   | Oosterwolde       | 6:49:29 |

## Uitslag vrouwen
| Positie | Naam                     | Woonplaats | Tijd    |
| ------- | ------------------------ | ---------- | ------- |
| 1       | Lenie van der Hoorn      | Ter Aar    | 7:33:58 |
| 2       | Betty Westerveld         | Eemnes     |         |
| 3       | Ineke Kooiman-van Homoet | Ammerstol  |         |